# Pfälzerhütte
Die Pfälzerhütte ist eine Schutzhütte des Liechtensteiner Alpenvereins. Sie liegt am Bettlerjoch auf 2108 m ü. M. im Rätikon in Liechtenstein, unmittelbar an der österreichischen Staatsgrenze.

## Geschichte
1925 wurde dem Verband der Pfälzischen Sektionen im Deutschen und Österreichischen Alpenverein die Genehmigung erteilt, eine bewirtschaftete Hütte auf dem Bettlerjoch zu errichten. Aus dem im Herbst 1926 durchgeführten Architekturwettbewerb mit 37 eingegangenen Entwürfen wurde der von Ernst Sommerlad ausgewählt. Die Bauzeit betrug 113 Tage, und der Bau kostete 93.000 Franken. Die Hütte wurde am 5. August 1928 eröffnet. Das erste Wirte-Ehepaar war Ida und Hermann Ospelt aus Vaduz, welches die Hütte elf Jahre führte. Im Zweiten Weltkrieg wurde die Hütte mehrfach geplündert und beschädigt.
Nach Ende des Zweiten Weltkriegs wurde die Schweiz Eigentümerin der Hütte, und 1950 kam sie in das Eigentum des Liechtensteiner Alpenvereins, der dafür (samt Inventar) 8400 Franken bezahlte. 1952 wurde der Kauf rechtskräftig, nachdem Deutschland auf alle Ansprüche der bis dahin getätigten Auslandsverkäufe verzichtete. 1964 wurde das Nutzungsrecht an der Hütte zwischen dem Pfälzer und dem Liechtensteinischen Alpenverein geregelt, die nunmehr die Hütte gleichberechtigt benutzen durften.

## Gebäude

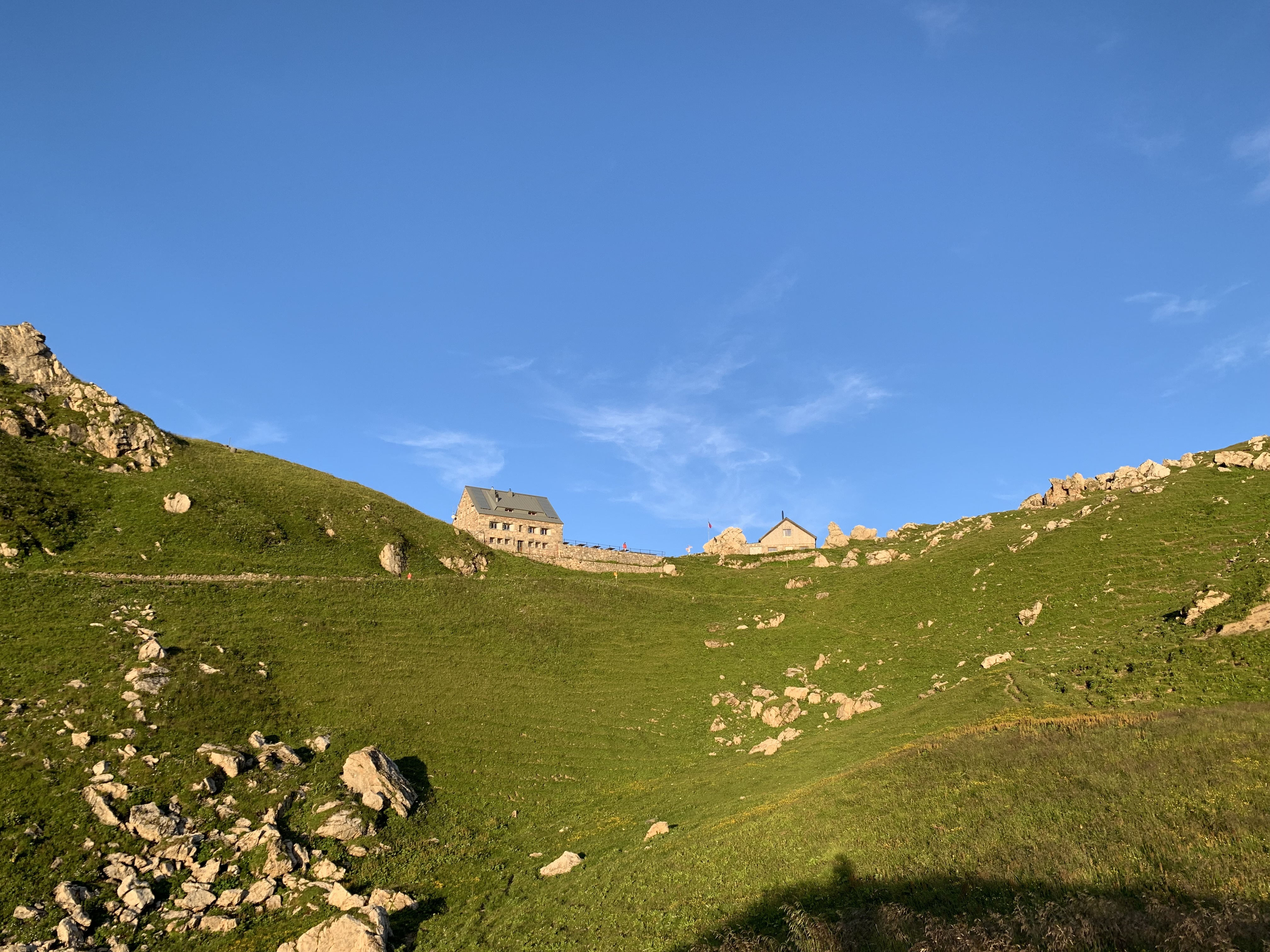
Pfälzerhütte mit Winterhütte im Juli 2022

Das ursprüngliche, zweigeschossige Gebäude besteht aus massivem Bruchsteinmauerwerk. Es ist ein einfacher Baukörper mit einem Grundrissmass von etwa 10 × 13 Metern. Die aus dem Sockelgeschoss ausgehende Terrasse ist nach Süden ausgerichtet.

## Bewirtschaftung
Von ungefähr Mitte Juni bis etwa Mitte Oktober ist die Hütte durchgehend bewirtschaftet; die Gaststube bietet 60 Plätze. Weiter stehen elf Betten, 51 Lager und weitere 20 Notlager im Nebengebäude sowie ein Gruppenraum für 20–25 Personen zur Verfügung. Der Winterraum im Nebengebäude „Adler“ ist ohne Schlüssel zugänglich und bietet Platz für 17 Personen.

## Zugänge
- Ab Malbun (1600 m) über Fürstin-Gina-Weg, Gehzeit: 1,5 Stunden
  - Ab Bergstation Malbun–Sareis, Gehzeit: 2 Stunden
- Ab Nenzing (530 m) über Nenzinger Himmel, Gehzeit: 5 Stunden
  - Ab Nenzinger Himmel (1358 m) 2,5 Stunden
- Ab Steg (1300 m) über Alp Valüna und Alp Gritsch, Gehzeit: 2,5 Stunden
- Über die Via-Alpina-Etappe R58

## Tourenmöglichkeiten

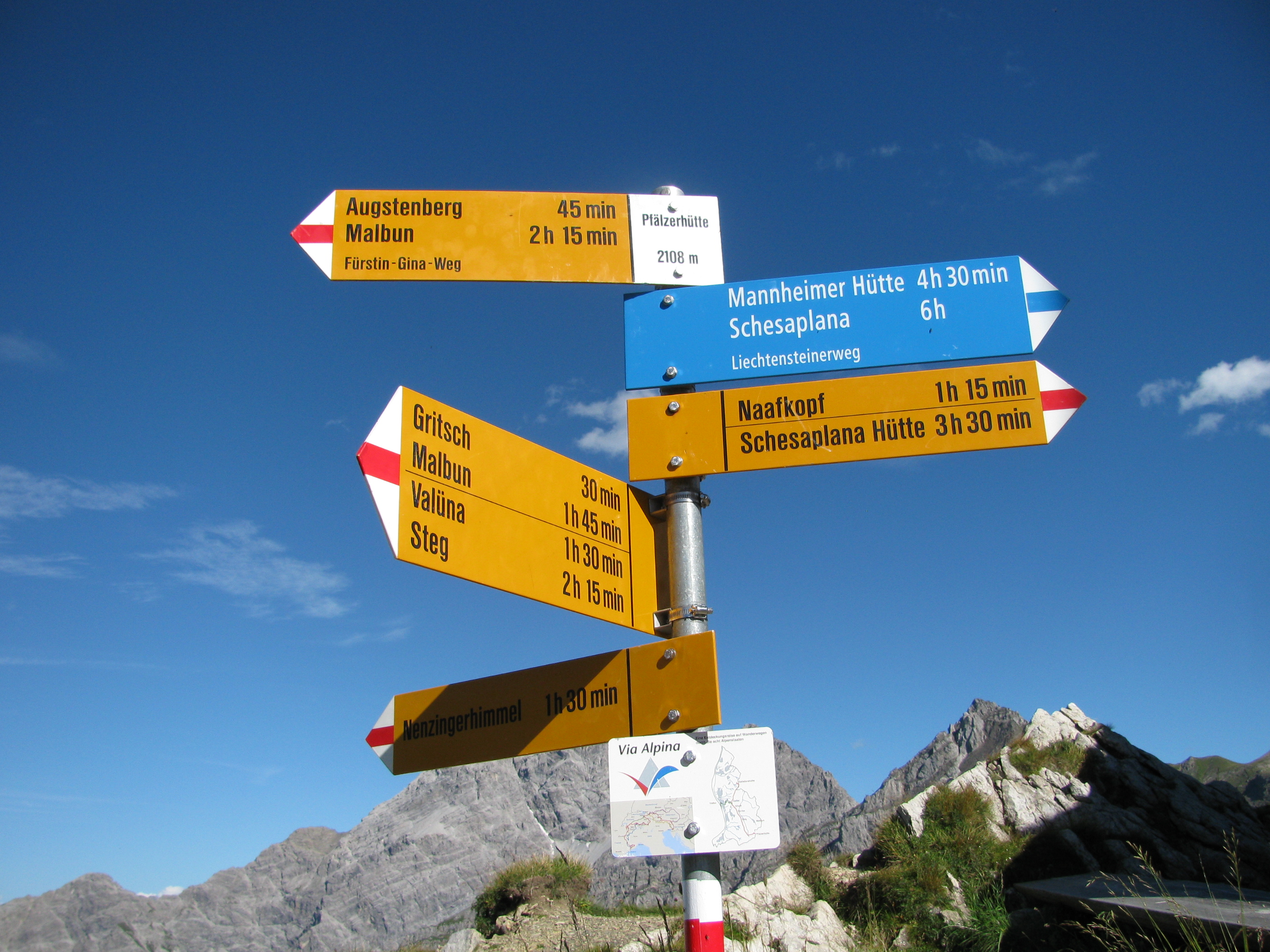
Wegweiser vor der Pfälzerhütte

### Übergänge zu anderen Hütten
- Zur Mannheimer Hütte (2679 m) über Liechtensteinerweg, Gehzeit: 4,5 Stunden
- Zur Schesaplanahütte (1908 m), Gehzeit: 3,5 Stunden
- Zur Enderlinhütte

### Gipfelbesteigungen
- Auf den Naafkopf (2571 m), Gehzeit: 1 Stunde 15 Minuten
- Auf den Augstenberg (2359 m), Gehzeit: 45 Minuten
- Auf den Gorfion (2308 m), Gehzeit: 40 Minuten, T4

## Trivia
Die Pfälzerhütte ist das Motiv der motivgleichen Briefmarken-Gemeinschaftsausgabe, die Deutschland und das Fürstentum Liechtenstein am 14. Juni 2012 gemeinsam herausgaben.
Die Hütte liegt am Zentralalpenweg, einem österreichischen Weitwanderweg, der hier auf liechtensteinischem Staatsgebiet verläuft.